# Hipocondroplasia
La hipocondroplasia es una enfermedad congénita, de origen genético, que se manifiesta por talla baja, con brazos y miembros cortos, aspecto facial característico, y otras alteraciones, entre ellas lordosis de la columna vertebral lumbar y genu varum. Guarda mucha similitud con la acondroplasia, sin embargo los síntomas son más leves y la talla final más alta que en dicha afección, en ocasiones pasa desapercibida hasta la adolescencia.

## Frecuencia
La incidencia estimada de hipocondroplasia es de 1/50.000. Se desconoce la prevalencia exacta.

## Genética
La enfermedad se produce en la mayoría de los casos por una mutación que afecta al gen N540K que codifica una proteína que forma el receptor 3 del factor de crecimiento fibroblastico (FGFR3). El gen N540K se encuentra situado en el cromosoma 4 humano y diversas mutaciones del mismo están implicadas en la aparición de la acondroplasia y otras enfermedades, entre ellas la displasia tanatofórica de tipo I y II.

## Herencia
La transmisión es de carácter autosómico dominante, por lo cual un paciente afectado tiene el 50% de probabilidades de que cualquiera de sus hijos presente la afección. No obstante se presentan casos esporádicos, por mutaciones nuevas, sin que existan antecedentes familiares.

## Pronóstico
La estatura final alcanzada oscila entre 132 y 147 cm. La expectativa de vida es normal, sin embargo se ha descrito la existencia de retraso mental y déficit de capacidades mentales en un pequeño porcentaje de pacientes con esta afección, las cifras varían según los diferentes estudios y existe polémica sobre este tema en la comunidad científica.

## Otras osteocondrodisplasias
La hipocondroplasia pertenece al grupo de enfermedades llamadas osteocondrodisplasias, entre las cuales se encuentran la acondroplasia, acondrogénesis, hipocondrogénesis y displasia epifisaria múltiple, entre otras.